# Kvádr
Kvádr je trojrozměrné těleso – rovnoběžnostěn, jehož stěny tvoří šest pravoúhlých čtyřúhelníků (zpravidla obdélníků, ale existují i speciální případy jako např. čtverec). Má tři skupiny rovnoběžných hran shodné délky.

## Vlastnosti

### Výpočty
Objem {\displaystyle V\,\!} a povrch {\displaystyle S\,\!} kvádru lze vypočítat z délky jeho hran {\displaystyle a,b,c\,\!} jako:
- {\displaystyle V=abc\,\!}
- {\displaystyle S=2(ab+bc+ac)\,\!}

Kvádr má tři různé délky stěnových úhlopříček, které jsou vlastně délkou úhlopříčky obdélníka ve vztahu k jeho stranám, a počítají se z Pythagorovy věty:
- {\displaystyle u_{a}={\sqrt {b^{2}+c^{2}}}\,\!}
- {\displaystyle u_{b}={\sqrt {a^{2}+c^{2}}}\,\!}
- {\displaystyle u_{c}={\sqrt {a^{2}+b^{2}}}\,\!}

Všechny čtyři tělesové úhlopříčky jsou stejně dlouhé a protínají se ve středu souměrnosti. Délku tělesové úhlopříčky kvádru (tj. vzdálenost dvou vrcholů, které neleží ve stejné stěně) lze vypočítat rovněž z Pythagorovy věty:
- {\displaystyle u={\sqrt {a^{2}+b^{2}+c^{2}}}\,\!}

Kvádr má šest stěn obdélníkového tvaru (ve speciálních případech 2 čtvercové + 4 obdélníkové nebo 6 čtvercových) z nichž dvě protilehlé jsou vždy shodné, osm vrcholů a dvanáct hran z nichž čtveřice rovnoběžných má vždy shodnou délku.

### Souměrnost
Kvádr je středově souměrný podle průsečíku svých úhlopříček.
Kvádr je osově souměrný podle tří os – spojnic středů protilehlých stěn.
Kvádr je rovinově souměrný podle tří rovin. Každá z těchto rovin je rovnoběžná s některou ze stěn kvádru a prochází průsečíkem úhlopříček kvádru.

### Další vlastnosti
Každé dvě stěny kvádru jsou rovnoběžné nebo kolmé.

## Speciální případy

### Pravidelný čtyřboký hranol
Speciálním případem kvádru pro {\displaystyle a=b\,\!} je pravidelný čtyřboký hranol. Ten má nejméně jednu dvojici protilehlých stěn čtvercovou – mluvíme o ní jako o základně nebo podstavě. O zbývajícím (potenciálně různém) rozměru pak mluvíme jako o výšce hranolu {\displaystyle v=c\,\!}.
Vzorce pro objem a povrch se nám v tomto případě zjednodušují na:
- {\displaystyle V=a^{2}.v\,\!}
- {\displaystyle S=2.a^{2}+4.a.v\,\!}